# Кубок Шотландії з футболу 2006—2007
Кубок Шотландії з футболу 2006–2007 — 122-й розіграш кубкового футбольного турніру у Шотландії. Титул здобув Селтік.

## Календар
| Раунд        | Дата                                    | Матчі | Клуби   |
| ------------ | --------------------------------------- | ----- | ------- |
| Перший раунд | 18-25 листопада 2006, 28 листопада 2006 | 8+1   | 50 → 42 |
| Другий раунд | 9 грудня 2006                           | 10    | 42 → 32 |
| 1/16 фіналу  | 6-16 січня 2007, 16-18 січня 2007       | 16+4  | 32 → 16 |
| 1/8 фіналу   | 3-4 лютого 2007                         | 8     | 16 → 8  |
| 1/4 фіналу   | 24-28 лютого 2007                       | 4     | 8 → 4   |
| 1/2 фіналу   | 14-15 квітня 2007, 24 квітня 2007       | 2+1   | 4 → 2   |
| Фінал        | 26 травня 2007                          | 1     | 2 → 1   |

## 1/16 фіналу
| Команда 1                | Рахунок | Команда 2                 |
| ------------------------ | ------- | ------------------------- |
| 6 січня 2007             |         |                           |
| Селтік                   | 3:0     | Дамбартон (4)             |
| Сент-Джонстон (2)        | 0:0     | Ейр Юнайтед (3)           |
| Росс Каунті (2)          | 0:1     | Партік Тісл (2)           |
| Данді (2)                | 1:1     | Квін оф зе Саут (2)       |
| Грінок Мортон (3)        | 3:0     | Кілмарнок                 |
| Клайд (2)                | 0:3     | Гретна (2)                |
| Стерлінг Альбіон (3)     | 1:6     | Інвернесс Каледоніан Тісл |
| Ейрдрі Юнайтед (2)       | 0:1     | Мотервелл                 |
| Странрар (3)             | 0:4     | Гарт-оф-Мідлотіан         |
| Гамільтон Академікал (2) | 2:4     | Лівінгстон (2)            |
| Бервік Рейнджерс (4)     | 0:2     | Фолкерк                   |
| Девронвейл (5)           | 5:4     | Елгін Сіті (4)            |
| Ковденбіт (3)            | 1:1     | Бріхін Сіті (3)           |
| 7 січня 2007             |         |                           |
| Данфермлін Атлетік       | 3:2     | Рейнджерс                 |
| 10 січня 2007            |         |                           |
| Абердин                  | 2:2     | Гіберніан                 |
| 16 січня 2007            |         |                           |
| Данді Юнайтед            | 3:2     | Сент-Міррен               |

Перегравання
| Команда 1           | Рахунок      | Команда 2         |
| ------------------- | ------------ | ----------------- |
| 16 січня 2007       |              |                   |
| Бріхін Сіті (3)     | 0:1          | Ковденбіт (3)     |
| Квін оф зе Саут (2) | 3:3 пен. 4:2 | Данді (2)         |
| 17 січня 2007       |              |                   |
| Ейр Юнайтед (3)     | 1:2 дч       | Сент-Джонстон (2) |
| 18 січня 2007       |              |                   |
| Гіберніан           | 4:1          | Абердин           |

## 1/8 фіналу
| Команда 1                 | Рахунок | Команда 2         |
| ------------------------- | ------- | ----------------- |
| 3 лютого 2007             |         |                   |
| Девронвейл (5)            | 0:1     | Партік Тісл (2)   |
| Мотервелл                 | 2:0     | Грінок Мортон (3) |
| Гіберніан                 | 3:1     | Гретна (2)        |
| Данфермлін Атлетік        | 1:0     | Гарт-оф-Мідлотіан |
| Інвернесс Каледоніан Тісл | 1:0     | Данді Юнайтед     |
| Фолкерк                   | 0:3     | Сент-Джонстон (2) |
| Квін оф зе Саут (2)       | 2:0     | Ковденбіт (3)     |
| 4 лютого 2007             |         |                   |
| Лівінгстон (2)            | 1:4     | Селтік            |

## 1/4 фіналу
| Команда 1                 | Рахунок | Команда 2         |
| ------------------------- | ------- | ----------------- |
| 24 лютого 2007            |         |                   |
| Данфермлін Атлетік        | 2:0     | Партік Тісл (2)   |
| Квін оф зе Саут (2)       | 1:2     | Гіберніан         |
| 25 лютого 2007            |         |                   |
| Інвернесс Каледоніан Тісл | 1:2     | Селтік            |
| 28 лютого 2007            |         |                   |
| Мотервелл                 | 1:2     | Сент-Джонстон (2) |

## 1/2 фіналу
| Команда 1         | Рахунок | Команда 2          |
| ----------------- | ------- | ------------------ |
| 14 квітня 2007    |         |                    |
| Сент-Джонстон (2) | 1:2     | Селтік             |
| 15 квітня 2007    |         |                    |
| Гіберніан         | 0:0     | Данфермлін Атлетік |

Перегравання
| Команда 1          | Рахунок | Команда 2 |
| ------------------ | ------- | --------- |
| 24 квітня 2007     |         |           |
| Данфермлін Атлетік | 1:0     | Гіберніан |

## Фінал
| 26 травня 2007 |

| Селтік           | 1:0      | Данфермлін Атлетік |
| ---------------- | -------- | ------------------ |
| Перр'є-Думбе 84' | Протокол |                    |

| Гемпден-Парк, Глазго Глядачів: 49 600 Арбітр: Кенні Кларк |